# Sally Kirkland
Sally Kirkland (* 31. října 1941) je americká herečka.
Narodila se v New Yorku jako dcera stejnojmenné módní redaktorky časopisů Vogue a Life. S herectvím začala počátkem šedesátých let, kromě divadla hrála (neuvedena v titulcích) také v několika filmech. Rovněž se pohybovala v okruhu výtvarníka a filmaře Andyho Warhola, vystupovala v jeho filmu The 13 Most Beautiful Women (1964), stejně jako ve filmech Piera Heliczera Satisfaction a Dirt (oba 1965). V roce 1969 hrála v experimentálním filmu Coming Apart režiséra Miltona Mosese Ginsberga.
Později hrála ve velkofilmech jako Podraz (1973), Zrodila se hvězda (1976), Vojín Benjaminová (1980) a JFK (1991). Za svou roli ve filmu Anna (1987) byla nominována na Oscara a získala Zlatý glóbus. Rovněž hrála v mnoha televizních seriálech a několika hudebních videoklipech.
Kromě vlastní herecké kariéry se věnovala vyučování herectví, mezi její žákyně patřily například Sandra Bullocková, Liza Minnelliová a Barbra Streisandová. Rovněž vedla lekce jógy. V roce 1998 založila organizaci Kirkland Institute for Implant Survival Syndrome, která obhajuje ženy poškozené prsními implantáty. Rovněž podporuje práva homosexuálů a věnovala se šíření informovanosti o AIDS.

## Filmografie (výběr)
- Coming Apart (1969)
- Brand X (1970)
- Podraz (1973)
- Takoví jsme byli (1973)
- The Noah (1975) – pouze hlas
- Crazy Mama (1975)
- Breakheartský průsmyk (1975)
- 700 mil v sedle (1975)
- Zrodila se hvězda (1976)
- Vzpomínky na válku (1977)
- Vojín Benjaminová (1980)
- Malá, menší, ještě menší (1981)
- Human Highway (1982)
- Anna (1987)
- Umění smrti (1989)
- Pomsta (1990)
- JFK (1991)
- Primary Motive (1992)
- Hráč (1992)
- Dvojité ohrožení (1993)
- Malý duch (1997)
- Pohřbené lži (2001)
- Tak už konečně chcípni! (2002)
- Božský Bruce (2003)
- Adam & Steve (2005)
- Coffee Date (2006)
- Warholka (2006)
- Ten největší (2007)
- Naléhavý případ (2010)
- Suburban Gothic (2014)
- Buddy Solitaire (2016)
- Rychlá hra (2019)
- Invincible (2020)